# Wind Chill
Pour plus de détails, voir Fiche technique et Distribution.
Wind Chill est un film de Noël d'épouvante américano-britannique réalisé par  Gregory Jacobs, sorti en 2007.

## Synopsis
Deux étudiants en vacances, lors d'un covoiturage, sont confrontés à des fantômes d'accidentés de la route, après s'être retrouvés bloqués à cause de leur accident pendant une tempête de neige. Ces événements hors du commun vont leur faire vivre un véritable cauchemar.

## Fiche technique
- Titre : Wind Chill
- Réalisation : Gregory Jacobs
- Scénario : Joe Gangemi et Steven A. Katz (en)
- Musique : Clint Mansell
- Directeur de la photographie : Dan Laustsen
- Montage : Lee Percy
- Distribution des rôles : Sean Cossey
- Création des décors : Howard Cummings
- Décoration du plateau : Carole Lavalee
- Direction artistique : Kelvin Huemnny
- Producteurs : Graham Broadbent et Peter Czernin
- Coproducteur : Peter Lhotka
- Producteurs exécutifs : George Clooney, Ben Cosgrove et Steven Soderbergh
- Producteur associé : Peter Phillips
- Pays :  Royaume-Uni;  États-Unis;  Canada
- Genre : horreur, thriller
- Durée : 91 minutes
- Dates de sortie en salles :
  -  États-Unis : 27 avril 2007 (sortie limitée)
  -  Royaume-Uni : 3 août 2007
  -  France : 30 janvier 2008 (sortie en DVD)
- Film interdit aux moins de 12 ans lors de sa sortie en France.

## Distribution
- Emily Blunt (VF : Laëtitia Lefebvre): la jeune femme
- Ashton Holmes : le jeune homme
- Chelan Simmons : la femme blonde
- Martin Donovan : le policier
- Ned Bellamy : le conducteur du chasse-neige
- Ian Wallace : le prêtre
- Darren Moore : le caissier